# Станіслав Радкевич
Станіслав Радкевич (пол. Stanisław Radkiewicz; 19 січня 1903, Розмєрки — 13 грудня 1987, Варшава) — польський комуністичний політик і державний діяч, один із засновників карального апарату ПНР. У 1944—1954 роках — міністр громадської безпеки, з 1948 до 1956 рік — член Політбюро ЦК ПОРП. Організатор політичних репресій. Відсторонений від влади під час польської десталінізації.

## Раннє життя. Зв'язок із СРСР
Народився у селянській сім'ї. Закінчив три класи початкової школи. У 1915 році, при відступі російської армії, родина Радкевичів перебралися до села Єфремівка під Бузулуком. Під час Російської революції 15-річний Станіслав Радкевич приєднався до більшовиків і вступив до комсомолу.
У 1922 році Радкевич з батьками повернувся до Польщі (Антоній Радкевич, брат Станіслава, залишився у СРСР і вступив на службу у РСЧА). Наступного року Станіслав нелегально прибув до СРСР. У напрямку Польського бюро Комуністичної партії Білорусії пройшов курс навчання у Комуністичному університеті. У 1925 році також нелегально прибув до Польщі як функціонер Комінтерну й активіст Комуністичного союзу польської молоді.

## У польській компартії. На радянській службі
У 1928 році був заарештований владою Польщі як іноземний агент. Відбув чотири роки ув'язнення, підписав зобов'язання припинити будь-яку політичну діяльність. Звільнившись, приєднався до Комуністичної партії Польщі (КПП), обіймав різні посади у партійному апараті. Знову був заарештований у 1937 році, звільнився через пів року.
Серед польських комуністів Станіслав Радкевич, поряд з Якубом Берманом, мав особливу довіру Сталіна. Брав участь у ліквідації структур КПП, розпущених за рішенням Комінтерну.
При нападі Німеччини на Польщу Радкевич кілька днів служив у Робочій бригаді оборони Варшави, після чого утік на територію, зайняту радянськими військами. Мав радянське громадянство, вступив до ВКП(б). Працював у школі білоруського міста Косово, на будівництві, у колгоспі. Після початку німецько-радянської війни у званні лейтенанта РСЧА вирушив на Західний фронт, але невдовзі демобілізувався і перевівся на тилові роботи.
У 1943 році Станіслав Радкевич вступив у польські збройні сили на території СРСР під командуванням Зигмунта Берлінга. Служив у 2-й піхотній дивізії. З ініціативи Радкевича у Підмосков'ї за сприяння радянських інструкторів було сформовано Польський окремий спеціальний батальйон майора Торуньчика, який заклав організаційно-кадрову основу майбутніх збройних сил комуністичної держбезпеки. З 1943 року Радкевич перебував у новій польській компартії ПРП, з 1944 року — у Союзі польських патріотів.

## У партійно-державному керівництві. Організатор політичного терору
При створенні Польського комітету національного визволення (ПКНВ) у липні 1944 року Станіслав Радкевич у званні полковника очолив Відомство громадської безпеки (RBP). Структурну основу RBP створював Департамент контррозвідки, на чолі якого був досвідчений оперативник підполковник Роман Ромковський. Кадри комплектувалися з-поміж комуністичних активістів з досвідом довоєнного підпілля, Армії Людова, іспанських інтербригад і спецбатальйону Торуньчика. Важливою складовою при наборі була ідеологічна мотивація. Перевага надавалася співробітникам радянських спецслужб або випускникам курсів НКВС. З самого початку комуністичні органи державної безпеки створювалися за активної участі МДБ СРСР.
1 січня 1945 року RBP був перетворений на Міністерство громадської безпеки (МГБ). Міністром у тимчасовому уряді Едварда Осубки-Моравського зайняв Станіслав Радкевич. Зберіг посаду у кабінетах Юзефа Циранкевича та Болеслава Берута. З 1944 до 1947 рік перебував у Крайовій Раді Народовій під головуванням Берута.
У найвищому партійному керівництві, на чолі якого стояв Болеслав Берут, куратором карального апарату та керівником Радкевича був Якуб Берман. Найближчим оперативним співробітником Радкевича був заступник міністра Ромковський. Берут, Берман, Радкевич і Ромковський стали головними організаторами політичного терору у післявоєнній Польщі.
Ще до закінчення Другої світової війни, навесні 1945 року, штатний апарат МГБ досяг 12 тисяч осіб, а до 1953 — 33 тисяч. У підпорядкуванні Радкевича (своєю чергою підлеглого Берману) також перебували Корпус внутрішньої безпеки (аналог радянських ЧОН, понад 40 тисяч бійців), громадянська міліція (близько 60 тисяч), прикордонні війська (понад 30 тисяч), тюремна та пожежна охорона, масова воєнізована організація Добровільний резерв громадянської міліції (приблизно 125 тисяч у 1946 році).
Міністерство Радкевича було головним інструментом каральної політики сталіністського режиму Берута. МГБ здійснювало масові політичні репресії, придушення опозиції та католицизму, етнічні чистки. Удари завдавалися не лише озброєному антикомуністичному підпіллю та українському націоналістичному руху, а й легальній опозиції, насамперед Селянській та Народній партіям Станіслава Миколайчика. Хвиля репресій накрила опозиційних соціалістів, незалежні профспілки, польську католицьку церкву та інші конфесії. Структури МГБ відігравали основну роль у проведенні Операції «Вісла» — депортації українського населення з південно-східних районів Польщі.
З 1945 до 1948 рік Станіслав Радкевич — член Політбюро ЦК ПРП, з 1948 року — член Політбюро ЦК ПОРП. У 1946—1948 роках перебував у Державній комісії безпеки, з лютого 1949 року — член Комісії з безпеки ЦК ПОРП, головного координаційного органу політичних репресій. З 1947 року мав військове звання генерал дивізії.
При цьому Радкевич, на думку низки дослідників, не був найвпливовішим функціонером міністерства. Начальник контррозвідки генерал бригади Ромковський, начальник слідчого департаменту полковник Ружанський, начальник політичного департаменту полковник Брістігер, начальник департаменту з внутрішньопартійних справ полковник Фейгін мали прямий вихід на Бермана, оминаючи міністра Радкевича.

## Десталінізація й усунення. Залишення каральних органів
Смерть Сталіна послабила позиції ортодоксально-сталіністських угруповань у керівних колах країн Східної Європи. Позиції сталіністів у МГБ були підірвані також скандальною втечею підполковника Святло, відповідальність за яку лягла на міністерське керівництво. У грудні 1954 року Станіслава Радкевича було знято з посади міністра громадської безпеки, міністерство розформовано. У липні 1955 року Радкевича було виведено з Політбюро. З 1954 до 1956 рік був міністром державного сільського господарства (відомство колективізації й організації радгоспів), але його кар'єра у партійно-державному керівництві та силових структурах завершилася.
Після жовтневих подій 1956 року у Польщі прискорився процес десталінізації. Якуба Бермана було звинувачено в «порушеннях соціалістичної законності». Деякі функціонери МГБ, які відрізнялися особливою жорстокістю — генерал Ромковський, полковники Ружанський та Фейгін — постали перед судом й отримали реальні строки ув'язнення; інші були звільнені з органів безпеки (генерал Метковський, полковник Брістігер, полковник Хумер). Станіслав Радкевич, подібно до Бермана, обмежився ритуалом «партійної самокритики», після чого був виведений з ЦК й у 1957 році виключений з ПОРП.
Відновлений у партії у 1960 році, обіймав різні посади у господарському апараті. У 1968 році вийшов на пенсію.

## У відставці. Символіка смерті
За правління Едварда Герека та Войцеха Ярузельського перебував у тіні. У політичних подіях — робітниче повстання 1970 року на Балтійському узбережжі, конфронтація ПОРП із Солідарністю — участі не брав. При цьому залишався членом ПОРП.
Хоча Станіслав Радкевич належав до партійного угруповання, яке зазнало поразки у політичному протиборстві, він не викликав сильного відторгнення у панівних колах ПНР (на відміну від Бермана), не був позбавлений нагород. На його смерть офіціоз ПОРП «Трибуна Люду» відреагував поважним некрологом.
Помер Станіслав Радкевич у день шостої річниці запровадження воєнного стану. Його смерть виявилася по-своєму символічною: кінець 1987 року був відзначений у Польщі різким загостренням соціально-економічної кризи та активізацією «Солідарності».